# Erysichton valentina
Erysichton valentina, även Jameela valentina, är en fjärilsart som beskrevs av Grose-smith 1895. Erysichton valentina ingår i släktet Erysichton och familjen juvelvingar. Inga underarter finns listade i Catalogue of Life.